# Старочорторийська сільська рада (Маневицький район)
| Старочорторийська сільська рада — орган місцевого самоврядування у Маневицькому районі Волинської області з адміністративним центром у с. Старий Чорторийськ. Історична дата утворення: в 1944 році. Водоймища на території, підпорядкованій даній раді: річка Стир. Сільській раді підпорядковані населені пункти: - с. Старий Чорторийськ |

## Склад ради
Рада складається з 16 депутатів та голови.

### Керівний склад ради
| ПІБ                         | Основні відомості                                                             | Дата обрання | Дата звільнення |
| --------------------------- | ----------------------------------------------------------------------------- | ------------ | --------------- |
| Свентий Олександр Дмитрович | Сільський голова, 1964 року народження, освіта, безпартійний                  | 26.03.2006   | 31.10.2010      |
| Шулипа Микола Михайлович    | Сільський голова, 1959 року народження, освіта середня загальна, безпартійний | 31.10.2010   |                 |

Примітка: таблиця складена за даними джерела

## Населення
Згідно з переписом УРСР 1989 року чисельність наявного населення сільської ради становила 1900 осіб, з яких 902 чоловіки та 998 жінок.
За переписом населення України 2001 року в сільській раді мешкало 1840 осіб.

### Мова
Розподіл населення за рідною мовою за даними перепису 2001 року:
| Мова       | Відсоток |
| ---------- | -------- |
| українська | 99,73 %  |
| російська  | 0,27 %   |